# Amber Cove
Amber Cove és una terminal de creuers de la província de Puerto Plata a la República Dominicana. La terminal, construïda per Carnival Cruise Lines, inclou allotjament i botigues de venda al públic.